# Den kära familjen
Den kära familjen är en dansk-svensk komedifilm från 1962 i regi av Erik Balling. I rollerna ses bland andra Jarl Kulle, Helle Virkner och Gunnar Lauring. I Sverige hade pjäsen tidigare filmatiserats med titeln Kära släkten (1933).

## Om filmen
Förlaga var pjäsen Den kære familie (även kallad Kära släkten) av Gustav Esmann, vilken hade uruppförts på Det Kongelige Teater i Köpenhamn 1 maj 1892. Pjäsen omarbetades till filmmanus av Arvid Müller och John Hilbard och inspelningen ägde rum 1962 i Nordisk Films Kompanis ateljéer, Thorvaldsens Museum och Amalienborgs slottsplats, alla belägna i Köpenhamn. Fotograf var Jørgen Skov, kompositör Jørgen Skov och klippare Ole Steen Nielsen. Filmen premiärvisades den 3 augusti 1962 på biografen Palads i Köpenhamn och hade Sverigepremiär den 15 oktober Saga i Stockholm. Den var 113 minuter lång och barntillåten.
Jarl Kulle och Helle Virkner fick motta en Bodil-utmärkelse för sina rollprestationer i kategorierna bästa manliga respektive kvinnliga huvudrollsinnehavare.

## Handling
Filmen utspelar sig under de sista dagarna av år 1899 och kretsar kring köpman Jacob Friis och hans familj.

## Rollista
- Jarl Kulle – friherre Claes af Lejonstam, gift med Emilie
- Helle Virkner – Emilie, dotter till Jacob Friis
- Gunnar Lauring – Jacob Friis, köpman och skeppsredare
- Ghita Nørby – Ida, dotter till Jacob Friis
- Ebbe Langberg – Valdemar Nystrøm, sjölöjtnant
- Lise Ringheim – Elise, dotter till Jacob Friis
- Bjørn Watt Boolsen – konsul William Randall, gift med Elise
- Henning Moritzen – greve Alex Maagenhjelm
- Lily Broberg – Julie Hansen, sångerska
- Keld Markuslund – von Schildpadde, bokhållare
- Buster Larsen – grosshandlare Ludvig
- Susse Wold – Irmelin, modist
- Karl Stegger – Andersen, betjänt hos Friis
- Lone Hertz – Karen, tjänsteflicka hos Friis
- Ejner Federspiel – Thomsen, Friis högra hand
- Louis Miehe-Renard – Karl, kusk och medhjälpare hos Friis
- Henny Lindorff Buckhøj – Kristine, kökspiga
- Poul Thomsen – hantverkare
- Ernst Meyer – Jacob Friis vän
- Ole Dixon	– pianist
- Gunnar Strømvad – gäst på kabareten
- Bjørn Spiro – gäst på kabareten
- Søren Pilmark – pojke på gatan
- Nils Bentsen Pedersen	– medlem av "Lille Drenge"
- Eva Nystad – liten flicka
- Ole Søltoft – ung man på varietén
- Lotte Tarp
- Lis Adelvard
- Poul Müller

### Fotnoter
1. 1 2 3  ”Den kära familjen”. Svensk Filmdatabas. http://sfi.se/sv/svensk-filmdatabas/Item/?itemid=4657&type=MOVIE&iv=Basic&ref=/templates/SwedishFilmSearchResult.aspx?id%3d1225%26epslanguage%3dsv%26searchword%3dden+k%C3%A4ra+familjen%26type%3dMovieTitle%26match%3dBegin%26page%3d1%26prom%3dFalse. Läst 7 april 2013.
2. ↑  ”Den kära familjen”. IMDb.com. http://www.imdb.com/title/tt0056159/?ref_=fn_al_tt_1. Läst 7 april 2013.